# リチャード・ペナント (初代ペンリン男爵)

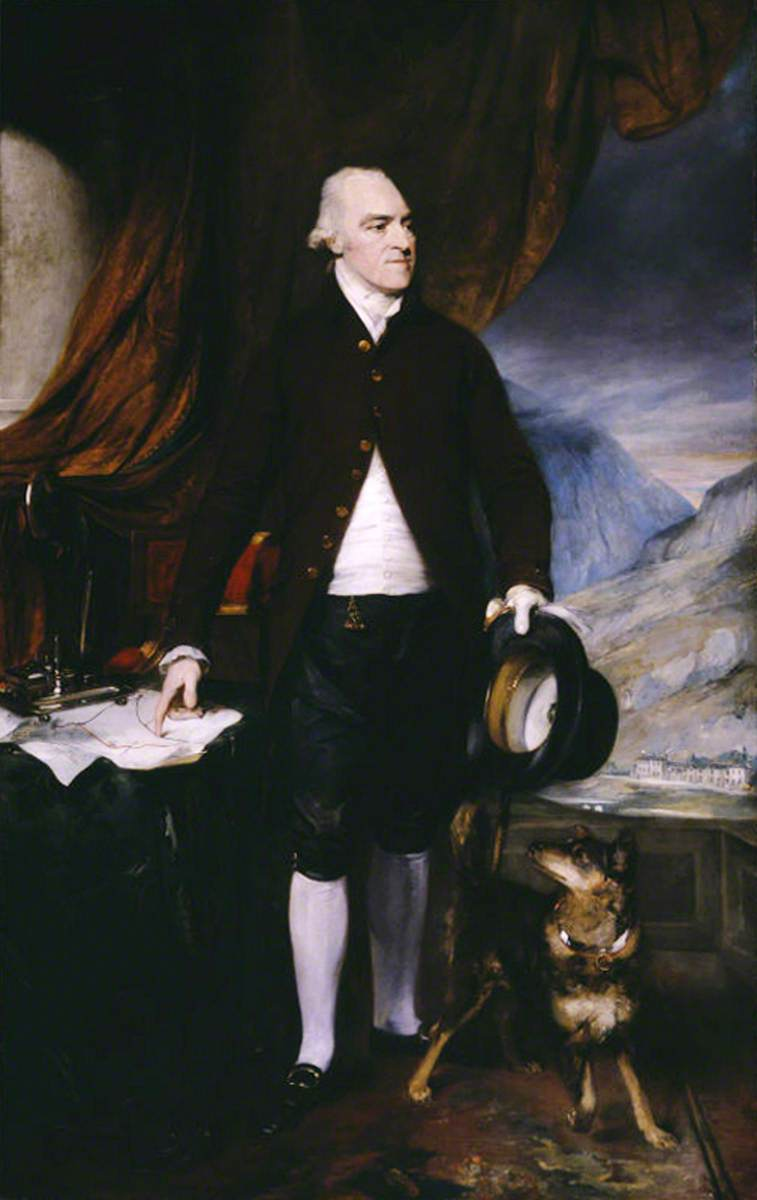
ヘンリー・トムソンによる肖像画、1790年代。

初代ペンリン男爵リチャード・ペナント（英語: Richard Pennant, 1st Baron Penrhyn、1736年/1737年? – 1808年1月21日）は、グレートブリテン王国の政治家。ペンリン採石場の所有者としてウェールズのスレート産業の発展に貢献し、ホイッグ党の一員として庶民院議員を務めたが、一方でドルベン法に関する弁論では奴隷貿易を擁護した。

## 生涯

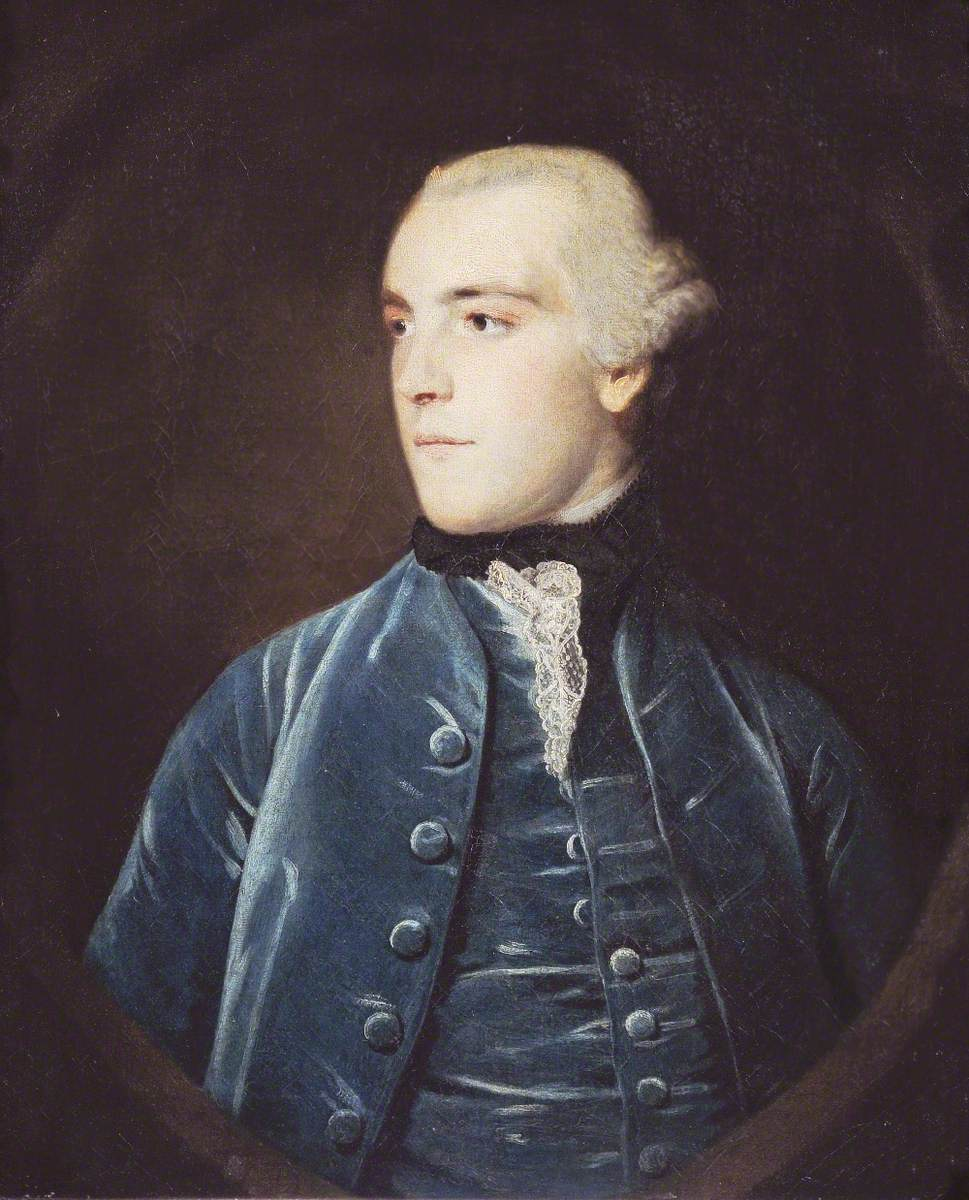
ジョシュア・レノルズによる肖像画、1761年頃。

ジョン・ペナント（John Pennant、1782年没）とボネラ・ホッジス（Bonella Hodges、1763年没、ジョセフ・ホッジスの娘）の息子として生まれた。兄ジョン・ルイス・ペナント（John Lewis Pennant）とともにニューコムズ・スクールで教育を受けた後、1754年1月18日にケンブリッジ大学トリニティ・カレッジに入学したが、ジョン・ルイスは同年に死去した。1758年3月29日、技芸協会会員に選出された。
1761年イギリス総選挙でピーターズフィールド選挙区から出馬して庶民院議員に当選した。この会期ではトーリー党の第3代ビュート伯爵ジョン・ステュアートから「大ピット派」とされ、ホイッグ党の初代ニューカッスル公爵トマス・ペラム＝ホールズと第2代ロッキンガム侯爵チャールズ・ワトソン＝ウェントワースから盟友として扱われた。
1768年イギリス総選挙でリヴァプール選挙区に鞍替えする予定だったが、その前の1767年12月に補欠選挙が行われると、予定を前倒しして補欠選挙に出馬、当選を果たした。1769年にアメリカ13植民地への課税に攻撃する演説を行い、1774年の茶法廃止法案に賛成するなど野党の一員として行動したが、1780年イギリス総選挙で敗北を喫した。これにより一時的に庶民院を離れたが、1782年にカーナーヴォンシャー州長官を務め、1783年11月19日にアイルランド貴族であるラウス県におけるペンリンのペンリン男爵に叙された。この叙爵はフォックス＝ノース連立内閣における実質的な首相の1人であるチャールズ・ジェームズ・フォックスの推薦によるものとされた。
1784年イギリス総選挙で再びリヴァプール選挙区から出馬して議員に返り咲き、以降1790年まで30回以上の議会演説を行った。議会では1785年4月に議会改革に賛成票を投じるなどフォックス派として行動したが、議会演説は全てリヴァプールか西インド諸島の貿易に関するものであり、ドルベン法に関する弁論では1788年5月に奴隷貿易を擁護した。ナサニエル・ラクソールによると、「アフリカ貿易を正当化あるいは情状酌量する形で発言した議員は〔ペンリン男爵と（同じくリヴァプール選出の）バンバー・ガスコインの〕2人だけだった」という。1789年5月の発言に至っては奴隷制度を廃止すると「植民地を破滅させ、さらに海員に必要な養成所を破壊することで制海権も放棄してしまう」ことになると述べた。
1784年の総選挙での当選はリヴァプールの都市団体（corporation）とそれ以外の自由市民（freeman）が妥協した結果であり、ガスコインが都市団体の、ペンリン男爵が自由市民の代表だった。1790年イギリス総選挙では1784年に敗北したバナスター・タールトンが再出馬していたが、ガスコインとペンリン男爵も再選を目指し、2人は同年6月16日に妥協（2人はこれを「連立」（Coalition）と呼称した）の継続を発表した。タールトンは落選を覚悟してリヴァプールから離れたが、リヴァプールの世論は妥協の継続に不満を感じ、一時は街中で「タールトンを、自由を、でも連立は要らない」（Tarlton, Freedom and no Coalition!）との声に満ちたという。そして、ペンリン男爵は22日に選挙戦からの撤退を発表、28日に発表した結果はタールトンとガスコインの当選だった。
1796年イギリス総選挙では1795年8月にカーナーヴォンシャー選挙区での出馬を発表、バンガー主教ジョン・ウォレンの支持もとりつけたが、第7代バークリー子爵トマス・バークリーと初代ニューバラ男爵トマス・ウィンの影響力により敗北を喫した。
1807年奴隷貿易法により奴隷貿易が廃止されると、これがジャマイカ経済の破滅を招くと評した。
1808年1月21日にウィニントンで死去、ペンリン男爵位は廃絶した。

## 私生活と領地経営

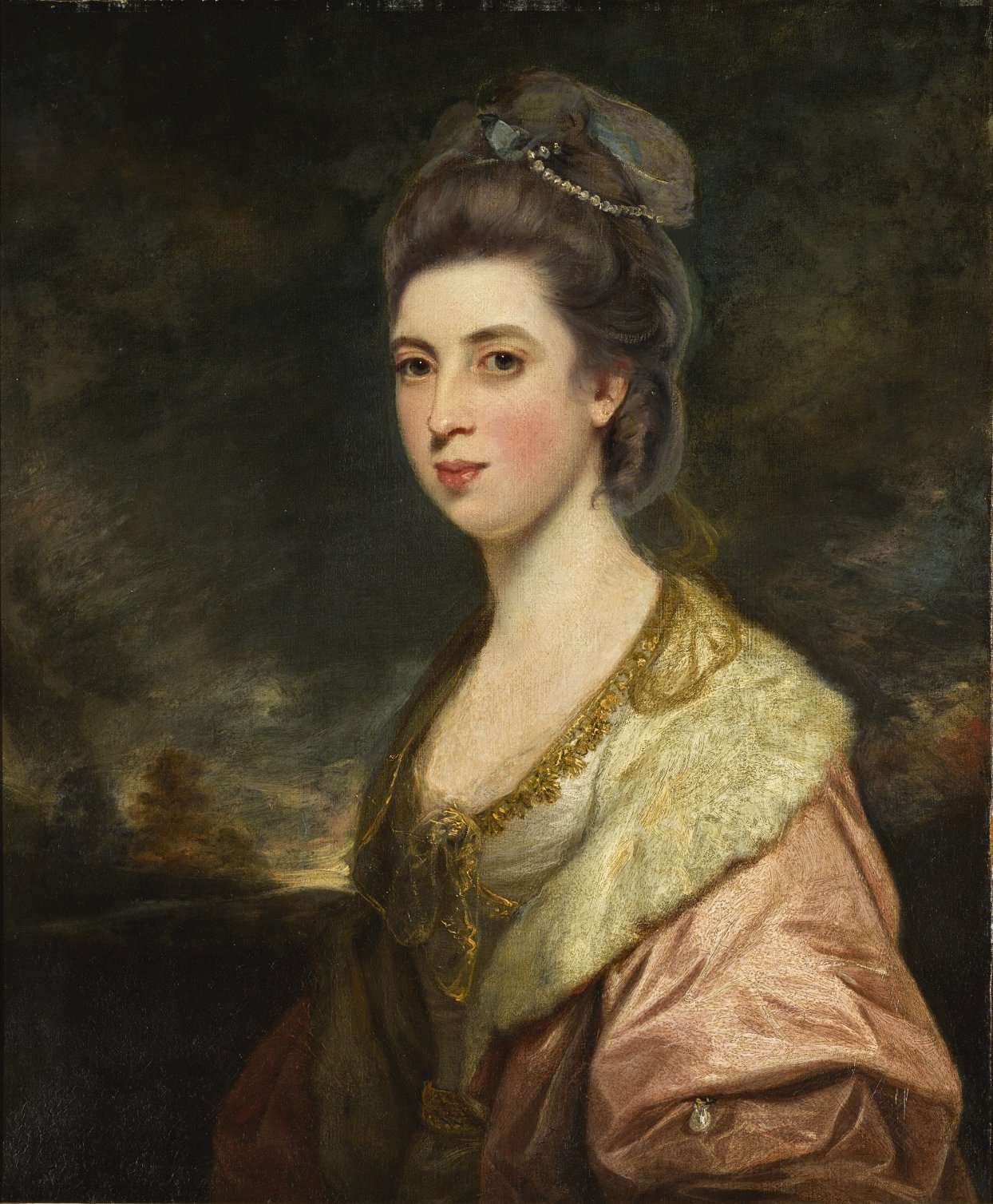
ペンリン男爵夫人アン・スザンナの肖像画、ジョシュア・レノルズ画。

1765年11月16日、アン・スザンナ・ウォーバートン（Anne Susanna Warburton、1745年 – 1816年1月1日没、ヒュー・ウォーバートンの娘）と結婚したが、子供はいなかった。
カーナーヴォンシャーのペンリン地所は18世紀初頭にはアン・ウィリアムズ（Anne Williams、トマス・ウォーバートンと結婚）とグウェン・ウィリアムズ（Gwen Williams、第3代準男爵サー・ウォルター・ヤングと結婚）の手にあったが、ペナントがウォーバートン家の相続人にあたるアン・スザンナ・ウォーバートン（トマス・ウォーバートンの孫）と結婚し、さらに1785年に第5代準男爵サー・ジョージ・ヤングからヤング家が所有する部分を購入したことでペンリン地所の全てを手に入れた。
ペナントはウェールズでの領地のほかにもジャマイカで大領地を所有しており、ジャマイカの領地管理には代理人を立てていたが、代理人の行動にも用心深く警戒したという。ジャマイカの砂糖やラム貿易から得た利益を元手に、ペナントは採石場の発展に投資したのであった。
1782年頃よりペンリン採石場を所有し、採石場の発展に尽力した。ペナントは採石場での作業手順を改革したほか、バンガー主教ジョン・ウォレンと借地契約を結んでケギン川の河口に粘板岩輸出用の埠頭を建設、さらに1801年にトロッコ線路を敷設して採石場と埠頭を繋ぐなど採石場の発展に尽力した。これによりウェールズのスレート産業は著しい発展を遂げたという。また、1782年に建築家サミュエル・ワイアットに依頼してペンリン・ホール（Penrhyn Hall）の邸宅を改築した。
死後、遺言状に基づきペンリン地所を含む遺産はジョージ・ヘイ・ドーキンス（父ヘンリー・ドーキンスの母がペナント家出身）が継承、ドーキンスは「ペナント」を姓に加えた。ペナントは死去した時点で15万ポンドの債務を残しており、遺言状ではジャマイカの領地を売却して返済に充てるよう指示したが、ジャマイカのプランテーションから上げられる利益は落ちており、1808年時点ではジャマイカの領地に15万ポンドほどの価値がなかった。結果としてはウィニントンを売却した上でペンリンを抵当を入れて金を借りることで債務が1808年10月に返済された。
1833年にドーキンス＝ペナントの娘と結婚したエドワード・ゴードン・ダグラスは1841年に「ペナント」を姓に加え、1866年にペンリン男爵（第2期）に叙された。